# 清池镇
清池镇，是中华人民共和国贵州省毕节市金沙县下辖的一个乡镇级行政单位。

## 行政区划
清池镇下辖以下地区：
罗坪村、坳上村、渔河村、六羊村、大坝村、普安村、园坪村和阳波村。